# Ropica keyensis
Ropica keyensis là một loài bọ cánh cứng trong họ Cerambycidae.